# Gestetner
Gestetner är ett företag från USA specialiserat på kontorsmaskiner och annan utrustning för kontor. Det grundades av ungraren David Gestetner, som år 1881 uppfann en stencilapparat i England. Det var Gestetner som kom på idén med en vaxad stencil. Gestetner emigrerade till USA och grundade företaget som under 1900-talet var känt för sina stencilapparater.
Varumärket Gestetner ägs sedan 1995 av Ricoh.